# Аксуатський сільський округ (Теректинський район)
Аксуа́тський сільський округ (каз. Ақсуат ауылдық округі, рос. Аксуатский сельский округ) — адміністративна одиниця у складі Теректинського району Західноказахстанської області Казахстану. Адміністративний центр — село Аксуат.
Населення — 2734 особи (2021; 2751 у 2009, 2546 у 1999, 2257 у 1989).
Станом на 1989 рік існувала Аксуатська сільська рада (села Айтієво, Аксуат, Магістральне, Пойма).

## Склад
До складу округу входять такі населені пункти:
| Населений пункт    | Старі назви | Населення, осіб (1989) | Населення, осіб (1999) | Населення, осіб (2009) | Населення, осіб (2021) |
| ------------------ | ----------- | ---------------------- | ---------------------- | ---------------------- | ---------------------- |
| Айтієво, село      | -           | 200                    | 207                    | 223                    | 230                    |
| Аксуат, село       | -           | 999                    | 1057                   | 1121                   | 1078                   |
| Магістральне, село | -           | 437                    | 565                    | 632                    | 587                    |
| Пойма, село        | -           | 621                    | 717                    | 775                    | 839                    |